# アニマックス中央ヨーロッパ
アニマックス中央ヨーロッパ（アニマックスちゅうおうヨーロッパ、元A+/Anime+）はハンガリー、ルーマニア、スロバキア、チェコで夜に放送されているテレビチャンネルである。ポーランドで2010年から24時間放送のチャンネルをスタートさせた。番組はハンガリーとチェコで主に吹き替えで、他の国では字幕を付けて放送されている。2014年に閉局し、C8に変わった。

## 歴史
2004年12月4日からA+という名前で放送開始。日勤帯にはMinimaxという放送を行っているチャンネルにて毎日 20時から放送されていた。最初のコンセプトは日本のアニメだけを中心にすることであったが、実際にはアメリカのアニメも放送された。
2006年9月6日にソニーがA+を買収し、2007の夏に名称をアニマックスに変更、2007年7月2日に放送開始。放送時間はA+時代と同じように夜8時から午前2時までとなっている。以降、各曜日毎に以下のように別々のジャンルのアニメを放送するようになる。
- 月：少年
- 火：SF
- 水：少年
- 木：元：推理、今：少年
- 金：ロマンチック

このシステムは番組の変化を確保するため設立されたが、2009年に『名探偵コナン』が低視聴率により木曜日の推理ブロックから少年ブロックに変更された。そのあと放送された番組は少年向けのアニメであった。かつてハンガリー・テレビ（MTV）で放送されていた攻殻機動隊のアニメシリーズはアニマックスのSFブロックでも放送されていたが、視聴率はあまり高くなかった。そのため今後も劇場版攻殻機動隊を放送する予定はない。
一番人気がある番組はRTLKlubにて第113話まで放送された『犬夜叉』でアニマックスでは第53話から第104話まで放送されている。2011年に犬夜叉完結編がスタートする予定であるが、その前に元のシリーズを第105話から第167話まで放送する予定である。
2009年7月、外部の圧力により、重役会は少年向けチャンネルとして、アニメのほかにリアリティ番組であるアメージング・レースとニュース番組であるズームの放送開始を決定。2009年9月より、天保異聞以外、アニメの字幕放送を終了。同時にBeing　HumanとReaperという欧米のドラマシリーズの放送を始めた。さらに最近では、毎月の最後の週末にさまざまな映画を放送する傾向がある。2010年に世界各国のアニマックスにてニュース番組のキューブもスタート。
アニマックスで放映されているアニメの一部はAXNSci-Fiというアニマックスの兄弟チャンネルでも放送されている。

## 放送タイトル

### 日本のテレビアニメ
- 古代王者恐竜キング 2009年4月4日
- The Boondocks 2010年9月2日
- 幽☆遊☆白書
- アフロサムライ 2010年3月6日
- 天保異聞 妖奇士 2007年12月22日
- BLEACH 2008年1月21日
- Blood+ 2007年11月17日
- Blue Gender
- 学校の怪談
- クロノクルセイド 2009年2月6日
- 名探偵コナン 2009年3月19日
- カウボーイビバップ
- キディ・グレイド
- D.Gray-man 2009年11月21日
- DEATH NOTE 2008年2月7日
- デルトラ・クエスト 2011年4月9日
- ディノブレイカー
- 鋼の錬金術師 2007年10月13日
  - 鋼の錬金術師 FULLMETAL ALCHEMIST 2010年6月1日
- フルメタル・パニック!
  - フルメタル・パニック? ふもっふ
- 攻殻機動隊 STAND ALONE COMPLEX 2009年5月5日
  - 攻殻機動隊 S.A.C. 2nd GIG 2009年8月11日
- HELLSING 2008年12月13日
- 犬夜叉
- きらりん☆レボリューション 2010年4月10日
- キョロちゃん
- ラブ★コン 2010年12月3日
- ハチミツとクローバー 2008年3月28日
- 巌窟王 2008年11月11日
- NANA 2009年5月1日
- NARUTO -ナルト- 2008年12月10日
- のだめカンタービレ 2009年7月25日
- ウルヴァリン 2011年5月17日
- ロミオ×ジュリエット 2009年10月23日
- スレイヤーズ
  - スレイヤーズNEXT
  - スレイヤーズTRY
  - スレイヤーズREVOLUTION 2010年6月3日
  - スレイヤーズEVOLUTION-R 2010年7月15日
- ソウルイーター 2009年10月19日
- トライガン
- トリニティ・ブラッド 2010年3月9日
- キャプテン翼
- ヴァンパイア騎士 2011年5月17日
- アイアンマン 2011年4月5日
- 炎の蜃気楼
- 阿貴的家族
- アークザラッド
- さいころボット コンボック
- デジモンアドベンチャー02
  - デジモンテイマーズ
  - デジモンフロンティア
- F-ZERO ファルコン伝説
- ギャラリーフェイク
- ことわざムービーズ
- グラビテーション
- 破壊魔定光
- 人造人間キカイダー THE ANIMATION
- カレイドスター
- かみちゅ!
- じゃがいぬくん
- ロックマンエグゼ
- おろしたてミュージカル 練馬大根ブラザーズ
- Paradise Kiss
- パラッパラッパー
- ポケットモンスター
- 地獄少女
- R.O.D -THE TV-
- スパイラル －推理の絆－
- スウィート・ヴァレリアン
- ・ミュータント・タートルズ
- ワイルドアームズ トワイライトヴェノム
- 遊☆戯☆王デュエルモンスターズ
  - 遊☆戯☆王デュエルモンスターズGX
- 東京ミュウミュウ

### 日本の劇場版アニメとスペシャル
- アフロサムライResurrection 2010年4月17日-18日
- 劇場版BLEACH The DiamondDust Rebellion もう一つの氷輪丸 2010年10月30日
  - 劇場版BLEACH MEMORIES OF NOBODY 2009年12月24日
- ブルージェンダー ザ ウォリアー 2006年1月29日
- 名探偵コナン 時計じかけの摩天楼2010年12月25日
- DEATH NOTディレクターズカット完全決着版 ~リライト 幻視する神~ 2009年9月20日
  - DEATH NOTディレクターズカット完全決着版 ~リライト2 Lを継ぐ者~ 2010年9月26日
- スカイ・クロラ The Sky Crawlers 2010年11月27日
- 劇場版 鋼の錬金術師 シャンバラを征く者 2008年4月5日
- ルパン三世 カリオストロの城 2010年12月26日
- LaMB 2011年1月29日

### 日本のドラマシリーズ
- ハチミツとクローバー 2010年4月23日

### 日本の劇場映画
- デスノート 2009年1月24日
  - デスノート the Last name 2009年1月25日

### 欧米のドラマシリーズとスペシャル
- 恋のからさわぎ 2010年7月9日
- スターゲイト SG-1: True Science 2010年9月17日
- Being Human シーズンI 2010年3月6日
  - シーズンII 2010年11月20日
- ファースケープ スペシャル 2010年9月3日
- ビヨンド・ザ・ブレイク 2010年5月24日
  - ビヨンド・ザ・ブレイク スペシャル 2010年5月29日
- Joan of Arcadia 2010年7月23日
- ドクター・フー スペシャル 2010年9月24日
- REAPER デビルバスター 2010年2月25日
- Fallen 2011年2月20日

### アメリカの劇場映画、テレビスペシャル
- The Art of Action: Martial Arts in Motion Picture 2010年4月24日
- パニッシャー 2010年6月26日
- チャーリーズ・エンジェル フルスロットル 2010年3月27日
- FearDotCom 2010年8月29日
- Godzilla 2010年8月28日
- チャイルド・プレイ 2010年4月25日
- ヘルボーイ 2010年2月28日
- スパイダーマン2 2010年7月31日
- Private Movie 2010年10月31日
- スターゲイト 真実のアーク 2011年1月30日

### リアリティ番組
- アメリカン・アイドル シーズンVIII 2010年5月1日
  - シーズンIX 2010年11月13日
- The Cube シーズンI 2010年4月3日
  - シーズンII 2011年2月20日
- Who Wants to Be a Superhero? シーズンI 2009年8月22日
  - シーズンII 2009年9月12日
- アメリカン・ダンスアイドル シーズンIII 2009年10月17日
  - IV 2010年11月2日
- アメージング・レース シーズンVIII 2009年7月4日
  - シーズンIX 2009年9月21日
  - シーズンX 2009年10月9日
  - シーズンXI 2009年10月28日
  - シーズンXII 2009年11月16日
  - シーズンXIII 2009年12月1日
- アメージング・レース ASIA シーズンI 2010年4月12日
  - シーズンII 2010年10月23日
  - シーズンIII 2011年3月21日
- Unbeatable Banzuke 2010年11月27日
- Video Game Awards 2009 2010年2月27日
  - Video Game Awards 2010 2011年2月5日
- I Survived a Japanese Game Show シーズンI 2010年4月3日
  - シーズンII 2011年